# Harrijärvet (södra)
Harrijärvet (södra) är en sjö i kommunen Enare i landskapet Lappland i Finland. Sjön ligger 194 meter över havet. Arean är 35 hektar och strandlinjen är 4,79 kilometer lång. Sjön  ingår i Pasvik älvs huvudavrinningsområde.   Den ligger omkring 360 kilometer norr om Rovaniemi och omkring 1100 kilometer norr om Helsingfors. 